# Академия Платона (район Афин)
Акаде́мия Плато́на (греч. Ακαδημία Πλάτωνος) — район на северо-западе Афин.
Граничит с районами Сеполия, Колонос, Профитис Даниил и Вотаникос. Основные улицы района — проспекты Ленорман (Λεωφόρος Λένορμαν) и Афинон (Λεωφόρος Αθηνών).
Район получил своё название ещё в древнегреческую эпоху по философской школе, или Академии, основанной философом Платоном 387 до н. э. и действовавшей до окончания правления византийского императора Юстиниана I в 529 году. Раскопки в этом районе начаты в 1929 году. Они продолжаются до сих пор под руководством Третьей комиссии по древностям.